# Visto para sentencia
Visto para sentencia va ser una sèrie espanyola de televisió, emesa per TVE el 1971.

## Argument
La sèrie, a l'estil de la famosa sèrie nord-americana Perry Mason, oferia una dramatització de processos judicials, basats en fets reals ocorreguts a Espanya. Pretenia, a més, acostar el sistema de tribunals espanyol als ciutadans.

## Repartiment
- Javier Escrivá….......Fiscal Luque
- Fernando Delgado
- José María Escuer
- Francisco Pierrá…. El Juez

## Llista d'episodis
- La prima Angustias - 26 d'abril de 1971
  - Estanis González
  - María Isabel Pallarés
  - Antonio Puga
  - Manuel Salgueró
  - Ángel Terrón
- Un testigo inoportuno - 3 de maig de 1971
  - Lola Cardona
  - Arturo López
  - Sergio Mendizábal
  - Carmen Robles
  - José Sancho
  - Ricardo Tundidor
- El seductor - 10 de maig de 1971
  - Carlos Ballesteros
  - Almudena Cotos
  - Ricardo Merino
  - Mari Carmen Prendes
- La mala suerte - 17 de maig de 1971
  - Florinda Chico
  - Joaquín Molina
  - Venancio Muro
  - Enrique Vivó
- Secuestro - 24 de maig de 1971
  - Emilio Gutiérrez Caba
  - Lola Losada
- La deliciosa muerte - 28 de juny de 1971
  - Valeriano Andrés
  - Gemma Arquer
  - Estanis González
  - Rosa Luisa Goróstegui
  - Pilar Puchol
  - Sagrario Sala
  - Asunción Villamil
- Don Martíny Don Fabián - 5 de juliol de 1971
  - Mary Delgado
  - Carmen Fortuny
  - José Franco
  - Amparo Martí
  - Salvador Orjas
- Los zapatos de Cenicienta - 12 de juliol de 1971
  - Antonio Casas
  - Nela Conjiu
  - Gloria Muñoz
  - Lorenzo Ramírez
- Chantaje - 2 d'agost de 1971
  - Maite Blasco
  - Fernando Cebrián
  - Álvaro de Luna
  - Manuel Peiró
  - Luis Prendes
  - Francisco Sanz
  - Ángel Terrón
  - Maite Tojar
- Celos - 9 d'agost de 1971
  - Álvaro de Luna
  - Manuel Galiana
  - Luis Prendes
- La segunda perla - 16 d'agost de 1971 
  - Carlos Ballesteros
  - Antonio Cintado
  - Fiorella Faltoyano
  - Fabio Leon
  - Ricardo Merino
  - Rafael Navarro
- Después de la juerga - 23 d'agost de 1971
  - Ricardo Merino
  - Luis Prendes

## Premis
- Antena de Oro 1971